# Gusborn
Gusborn ist eine Gemeinde im Landkreis Lüchow-Dannenberg in Niedersachsen und ein Teil der Samtgemeinde Elbtalaue.

## Geografie

### Geografische Lage
Gusborn wird im nördlichen Teil durch die Elbe begrenzt; sonst erstreckt sich die Gemeinde über den westlichen Teil der Langendorfer Geestinsel und angrenzende Bereiche der Elbaue sowie der Lüchower Niederterrasse.

### Gemeindegliederung
Die Gemeinde Gusborn besteht seit der Gemeindegebietsreform von 1972 aus sechs Ortsteilen. Zusätzlich existieren die Wohnplätze Forsthaus Seybruch und Hof Wulfsahl, die wie auch das Dorf Sipnitz vor 1972 zur damaligen Gemeinde Quickborn gehörten.
- Groß Gusborn (ca. 340 Einwohner)
- Klein Gusborn (ca. 350 Einwohner)
- Quickborn (ca. 400 Einwohner)
- Siemen (ca. 120 Einwohner)
- Sipnitz (ca. 20 Einwohner)
- Zadrau (ca. 120 Einwohner)

- Forsthaus Seybruch
- Hof Wulfsahl

Die Sitz der Gemeindeverwaltung befindet sich in Quickborn.

## Geschichte
Am 1. Juli 1972 wurde die Gemeinde Gusborn durch den Zusammenschluss der bisherigen Gemeinden Groß Gusborn, Klein Gusborn, Quickborn, Siemen und Zadrau neu gebildet. Klein Gusborn hatte mehr Einwohner als Groß Gusborn. Die Gemeinde Quickborn hat die meisten Einwohner eingebracht. Die beiden Ortsteile Groß Gusborn und Klein Gusborn sind heute durch die Neubausiedlung Durlei zu einer Ortslage zusammengewachsen, in der über die Hälfte der Gemeindebevölkerung lebt.

## Politik
Die Gemeinde Gusborn gehört zum Landtagswahlkreis 48 Elbe und zum Bundestagswahlkreis 38 Lüchow-Dannenberg – Lüneburg.

### Gemeinderat
Der Rat der Gemeinde Gusborn setzt sich aus elf Mitgliedern zusammen. Die Ratsmitglieder werden durch eine Kommunalwahl für jeweils fünf Jahre gewählt.

Bei der Kommunalwahl 2021 ergab sich folgende Sitzverteilung:
| Gemeinderat 2021Insgesamt 11 Sitze - Grüne: 1 - SOLi: 1 - UG: 3 - ZuGu: 6 |

Vorherige Sitzverteilungen:
| Wahljahr | ZuGu | UG | Grüne | SOLi | Gesamt   |
| --- | ---- | -- | ----- | ---- | -------- |
| 2016 | 5    | 4  | 1     | 1    | 11 Sitze |
| __________________________ ZuGu: Zukunft Gusborn; UG: Unabhängige Gusborner; SOLi: Sozial Oekologische Liste |      |    |       |      |          |

### Bürgermeister
Bürgermeister der Gemeinde Gusborn ist Hartmut Ringel von der Zukunft Gusborn (gewählt am 24. November 2016).

## Kultur und Sehenswürdigkeiten

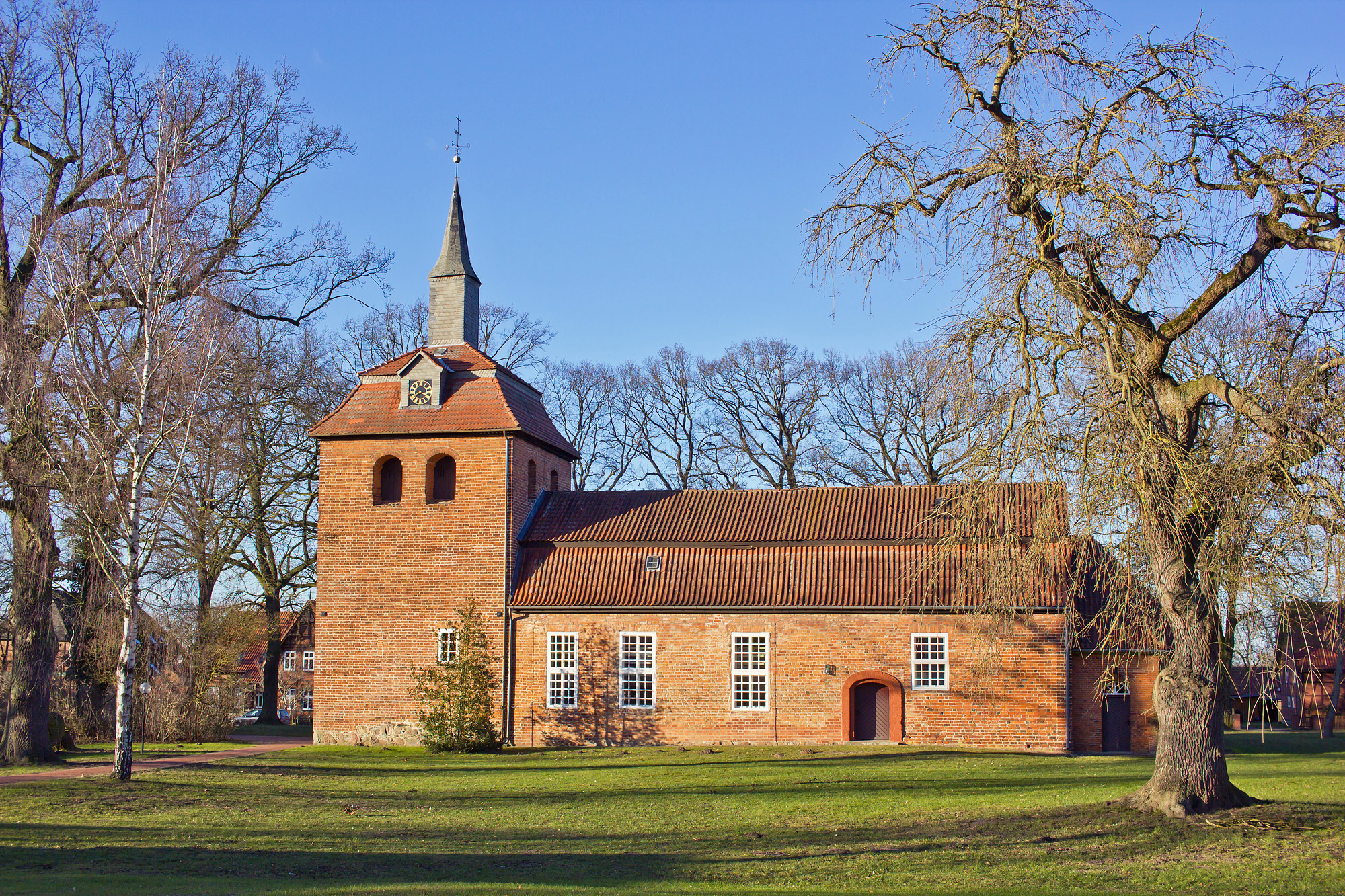
In Quickborn befindet sich die gemeinsame Kirche der Ortsteile von Gusborn

In der Liste der Baudenkmale in Gusborn stehen alle Baudenkmale der Gemeinde Gusborn. In der Liste der Bodendenkmale in Gusborn finden sich alle Bodendenkmale.

## Wirtschaft und Infrastruktur

### Ärzte und Tierärzte
In der Gemeinde sind mehrere Tierärzte ansässig.

### Verkehr
Durch die Gemeinde führt die Bundesstraße 191 im Abschnitt Dannenberg (Elbe)–Dömitz, die nördlich des Ortsteils Quickborn verläuft. Die Dörfer Groß Gusborn und Klein Gusborn werden durch die Landesstraße L256 (Dannenberg–Gartow) erschlossen.

### Bildung
In Gusborn sind eine Grundschule in Groß Gusborn und ein Spielkreis in Siemen vorhanden.

### Bauwerke
In der Nähe von Gusborn steht ein 97 Meter hoher Stahlfachwerkturm, der Torii-Tower genannt wird und bis Anfang der 1990er-Jahre als Horchposten genutzt wurde.

### Sonstiges
Alle 5 Jahre findet in der Gemeinde Gusborn eine Dorfwoche statt, an der sich alle Ortsteile mit den unterschiedlichsten Veranstaltungen beteiligen. Einmal jährlich, immer am ersten Freitag im August, findet im Ortsteil Quickborn die Wiesenfete statt.